# Stade 5 Juillet 1962
Das Stade 5 Juillet 1962 (deutsch Stadion des 5. Juli 1962, arabisch ملعب 5 جويلية 1962), auch als Mohamed-Boudiaf-Stadion oder El-Djezair-Stadion bekannt, ist ein Fußballstadion mit Leichtathletikanlage in der algerischen Hauptstadt Algier. Es wurde in Erinnerung an die staatliche Unabhängigkeit Algeriens von Frankreich benannt, die am 5. Juli 1962 wirksam wurde.

## Geschichte
Das 1972 eröffnete Stadion, in dem seit 1984 die Heimspiele des Fußballvereins MC Alger ausgetragen werden, fasst nach einer 2003 durchgeführten Renovierung 66.000 Zuschauer. Vom 13. bis 28. Juli 1978 beherbergte die Sportstätte die III. Afrikaspiele. 2007 war die Anlage vom 11. bis 23. Juli abermals Standort der afrikanischen Sportspiele. Im Jahr 1990 war die Anlage – neben dem Stade 19 Mai 1956 in Annaba – Austragungsort der Fußball-Afrikameisterschaft. Dabei wurden im Stadion insgesamt neun Spiele ausgetragen, darunter ein Halbfinale, das Spiel um Platz 3 und das Finale.
Am 21. September 2013 ereignete sich ein Unglück im Stadion. Zehn Minuten vor dem Ende des Derbys zwischen MC Alger und USM Algier brach auf dem Oberrang der Haupttribüne ein Teil des Betonbodens weg. Durch das entstandene Loch stürzten zwei Besucher in die Tiefe, welche in der Folge dessen zu Tode kamen. Am Tag darauf sperrten die Behörden das Stadion, bis die Unglücksursache wie Überbelastung oder marode Bausubstanz geklärt ist. Im Januar 2014 wurde angekündigt, das Stadion ab Sommer 2014 einer umfassenden Renovierung zu unterziehen. Diese wurde im Juni 2015 abgeschlossen. Das Stadion hat seitdem eine Komplettbestuhlung, die 75.000 Zuschauer fasst.
Eine weitere Umbaumaßnahme, bei der das Stadion eine Überdachung erhalten soll, war für 2016 geplant, wurde jedoch mit Stand Juni 2025 nicht durchgeführt.

## Unglück vom 21. Juni 2025
Beim Spiel zwischen dem MC Alger und dem NC Magra (0:0) kam es am 21. Juni 2025 zu einem Unglück, als kurz nach dem Abpfiff im Oberrang der Südkurve eine Balustrade unter dem Gewicht der feiernden Fans zusammenbrach. Daraufhin stürzten diverse Zuschauer hinunter auf den Unterrang. Dabei kamen mindestens 3 Menschen ums Leben und mindestens 81 Personen wurden teils schwer verletzt.